# Ajs
Ajs (tudi Ays; veter) je v armenski mitologiji zloben bog viharja. Spadal je v vrsto velikanov. Če prodre v telo človeka, ta duševno zboli (nevarnost samomora) ali (po smrti) postane celo demon.